# هارتیون توخیکیان
هارتیون ژیرایری توخیکیان (ارمنی: Հարություն Ժիրայրի Թոփիկյան؛  ۲۳ ژوئیهٔ ۱۹۵۱ – ۲۶ اکتبر ۲۰۲۰) یک موسیقی‌دان و رهبر گروه کر اهل ارمنستان بود. وی بین سال‌های - تا - میلادی فعالیت می‌کرد.

## زندگی‌نامه
وی در ۲۳ ژوئیهٔ ۱۹۵۱ در ایروان به دنیا آمد و از کالج دولتی موسیقی رومانوس ملیکیان (۱۹۶۹) و کنسرواتوار دولتی کومیتاس ایروان (۱۹۷۴) فارغ‌التحصیل شد. وی در گروه کر مجلسی دولتی ایروان فعالیت می‌کرد. وی همچنین برندهٔ جوایزی همچون چهره هنری شایسته جمهوری ارمنستان شده است. وی در ۲۶ اکتبر ۲۰۲۰ در سن ۶۹ سالگی در اثر دنیاگیری کووید-۱۹ درگذشت.